# Bahnstrecke Brzeg–Łagiewniki Dzierżoniowskie
| Streckennummer: | 304 |                                              |                                              |
| Kursbuchstrecke: | 126c (Brzeg (Brieg) – Strzelin (Strehlen (Schles.)) 1934) 125g (Głęboka Śląska (Glambach) – Łagiewniki Dzierżoniowskie (Heidersdorf) 1934) zuletzt 225 |                                              |                                              |
| Streckenlänge: | 50,509 km |                                              |                                              |
| Spurweite: | 1435 mm (Normalspur) |                                              |                                              |
| | |                                              |                                              |
| \| \| \| von Opole (Oppeln) \| \| \| \| \| von Nysa (Neisse) \| \| \| \| \| Landesstraße 94 \| \| \| \| \| \| \| \| \| \| Anschlussgleise \| \| \| \| 0,136 \| Brzeg (Brieg) \| 148 m \| \| \| \| \| \| \| \| \| Landesstraße 39 \| \| \| \| \| nach Oława (Ohlau) \| \| \| \| \| Landesstraßen 39 und 94 \| \| \| \| \| Militärflughafen \| \| \| \| 6,430 \| Małujowice (Mollwitz) \| 156 m \| \| \| 9,500 \| Łukowice Brzeskie (Laugwitz) \| 155 m \| \| \| \| Woiwodschaften Oppeln und Niederschlesien \| \| \| \| 14,882 \| Częstocice (Günthersdorf) \| 149 m \| \| \| 17,151 \| Miechowice Oławskie (Mechwitz) \| 159 m \| \| \| \| Landesstraße 39 \| \| \| \| 21,248 \| Wiązów (Wansen) \| 150 m \| \| \| \| von Przeworno (Prieborn) \| \| \| \| 26,997 \| Głęboka Śląska (Glambach) \| 159 m \| \| \| \| Oława (Ohle) \| \| \| \| \| von Wrocław (Breslau) \| \| \| \| 33,652 \| Strzelin (Strehlen (Schles.)) \| 167 m \| \| \| \| nach Kamieniec Ząbkowicki (Camenz (Schles.)) \| \| \| \| 35,000 \| Mikoszów (Niclasdorf) \| 164 m \| \| \| \| Landesstraße 39 \| \| \| \| 37,718 \| Karszów (Karschau) \| 172 m \| \| \| 43,250 \| Kondratowice (Kurtwitz) \| 167 m \| \| \| \| nach Ciepłowody (Tepliwoda) \| \| \| \| \| Ślęza (Lohe) \| \| \| \| \| Lage des Bahnhofs Heidersdorf bis 1898 \| \| \| \| \| nach und von Piława Górna (Gnadenfrei) \| \| \| \| \| Landesstraße 39 \| \| \| \| \| Landesstraße 8 \| \| \| \| \| \| \| \| \| 50,645 \| Łagiewniki Dzierżoniowskie (Heidersdorf) \| 181 m \| \| \| \| nach Kobierzyce (Koberwitz) \| \| | |                                              |                                              |
| Strecke | | von Opole (Oppeln)                           | von Opole (Oppeln)                           |
| Strecke · Strecke von links | | von Nysa (Neisse)                            | von Nysa (Neisse)                            |
| Strecke mit Straßenbrücke · Strecke mit Straßenbrücke | | Landesstraße 94                              | Landesstraße 94                              |
| Abzweig geradeaus und von links · Strecke nach rechts | |                                              |                                              |
| Abzweig geradeaus und von rechts | | Anschlussgleise                              | Anschlussgleise                              |
| Bahnhof | 0,136 | Brzeg (Brieg)                                | 148 m                                        |
| Strecke von links · Abzweig ehemals geradeaus und nach rechts | |                                              |                                              |
| Brücke · Brücke (Strecke außer Betrieb) | | Landesstraße 39                              | Landesstraße 39                              |
| Strecke nach rechts · Strecke (außer Betrieb) | | nach Oława (Ohlau)                           | nach Oława (Ohlau)                           |
| Bahnübergang (Strecke außer Betrieb) | | Landesstraßen 39 und 94                      | Landesstraßen 39 und 94                      |
| Abzweig geradeaus und von links (Strecke außer Betrieb) | | Militärflughafen                             | Militärflughafen                             |
| Bahnhof (Strecke außer Betrieb) | 6,430 | Małujowice (Mollwitz)                        | 156 m                                        |
| Bahnhof (Strecke außer Betrieb) | 9,500 | Łukowice Brzeskie (Laugwitz)                 | 155 m                                        |
| Grenze (Strecke außer Betrieb) | | Woiwodschaften Oppeln und Niederschlesien    | Woiwodschaften Oppeln und Niederschlesien    |
| Bahnhof (Strecke außer Betrieb) | 14,882 | Częstocice (Günthersdorf)                    | 149 m                                        |
| Bahnhof (Strecke außer Betrieb) | 17,151 | Miechowice Oławskie (Mechwitz)               | 159 m                                        |
| Bahnübergang (Strecke außer Betrieb) | | Landesstraße 39                              | Landesstraße 39                              |
| Bahnhof (Strecke außer Betrieb) | 21,248 | Wiązów (Wansen)                              | 150 m                                        |
| Abzweig geradeaus und von links (Strecke außer Betrieb) | | von Przeworno (Prieborn)                     | von Przeworno (Prieborn)                     |
| Bahnhof (Strecke außer Betrieb) | 26,997 | Głęboka Śląska (Glambach)                    | 159 m                                        |
| Brücke über Wasserlauf (Strecke außer Betrieb) | | Oława (Ohle)                                 | Oława (Ohle)                                 |
| Abzweig ehemals geradeaus und von rechts | | von Wrocław (Breslau)                        | von Wrocław (Breslau)                        |
| Bahnhof | 33,652 | Strzelin (Strehlen (Schles.))                | 167 m                                        |
| Abzweig ehemals geradeaus und nach links | | nach Kamieniec Ząbkowicki (Camenz (Schles.)) | nach Kamieniec Ząbkowicki (Camenz (Schles.)) |
| Haltepunkt / Haltestelle (Strecke außer Betrieb) | 35,000 | Mikoszów (Niclasdorf)                        | 164 m                                        |
| Bahnübergang (Strecke außer Betrieb) | | Landesstraße 39                              | Landesstraße 39                              |
| Bahnhof (Strecke außer Betrieb) | 37,718 | Karszów (Karschau)                           | 172 m                                        |
| Bahnhof (Strecke außer Betrieb) · Kopfbahnhof Streckenanfang (Strecke außer Betrieb) | 43,250 | Kondratowice (Kurtwitz)                      | 167 m                                        |
| Abzweig geradeaus und nach links (Strecke außer Betrieb) · Abzweig quer und nach links (Strecke außer Betrieb) | | nach Ciepłowody (Tepliwoda)                  | nach Ciepłowody (Tepliwoda)                  |
| Brücke über Wasserlauf (Strecke außer Betrieb) | | Ślęza (Lohe)                                 | Ślęza (Lohe)                                 |
| Bahnhof (Strecke außer Betrieb) | | Lage des Bahnhofs Heidersdorf bis 1898       | Lage des Bahnhofs Heidersdorf bis 1898       |
| Abzweig geradeaus und nach links (Strecke außer Betrieb) · Abzweig quer und von links (Strecke außer Betrieb) | | nach und von Piława Górna (Gnadenfrei)       | nach und von Piława Górna (Gnadenfrei)       |
| Bahnübergang (Strecke außer Betrieb) · Bahnübergang (Strecke außer Betrieb) | | Landesstraße 39                              | Landesstraße 39                              |
| Bahnübergang (Strecke außer Betrieb) · Bahnübergang (Strecke außer Betrieb) | | Landesstraße 8                               | Landesstraße 8                               |
| Abzweig geradeaus und von links (Strecke außer Betrieb) · Strecke nach rechts (außer Betrieb) | |                                              |                                              |
| Bahnhof (Strecke außer Betrieb) | 50,645 | Łagiewniki Dzierżoniowskie (Heidersdorf)     | 181 m                                        |
| Strecke (außer Betrieb) | | nach Kobierzyce (Koberwitz)                  | nach Kobierzyce (Koberwitz)                  |

Die Bahnstrecke Brzeg–Łagiewniki Dzierżoniowskie (Brieg–Heidersdorf) ist eine stillgelegte Eisenbahnstrecke in den polnischen Woiwodschaften Oppeln und Niederschlesien.

## Verlauf und Zustand

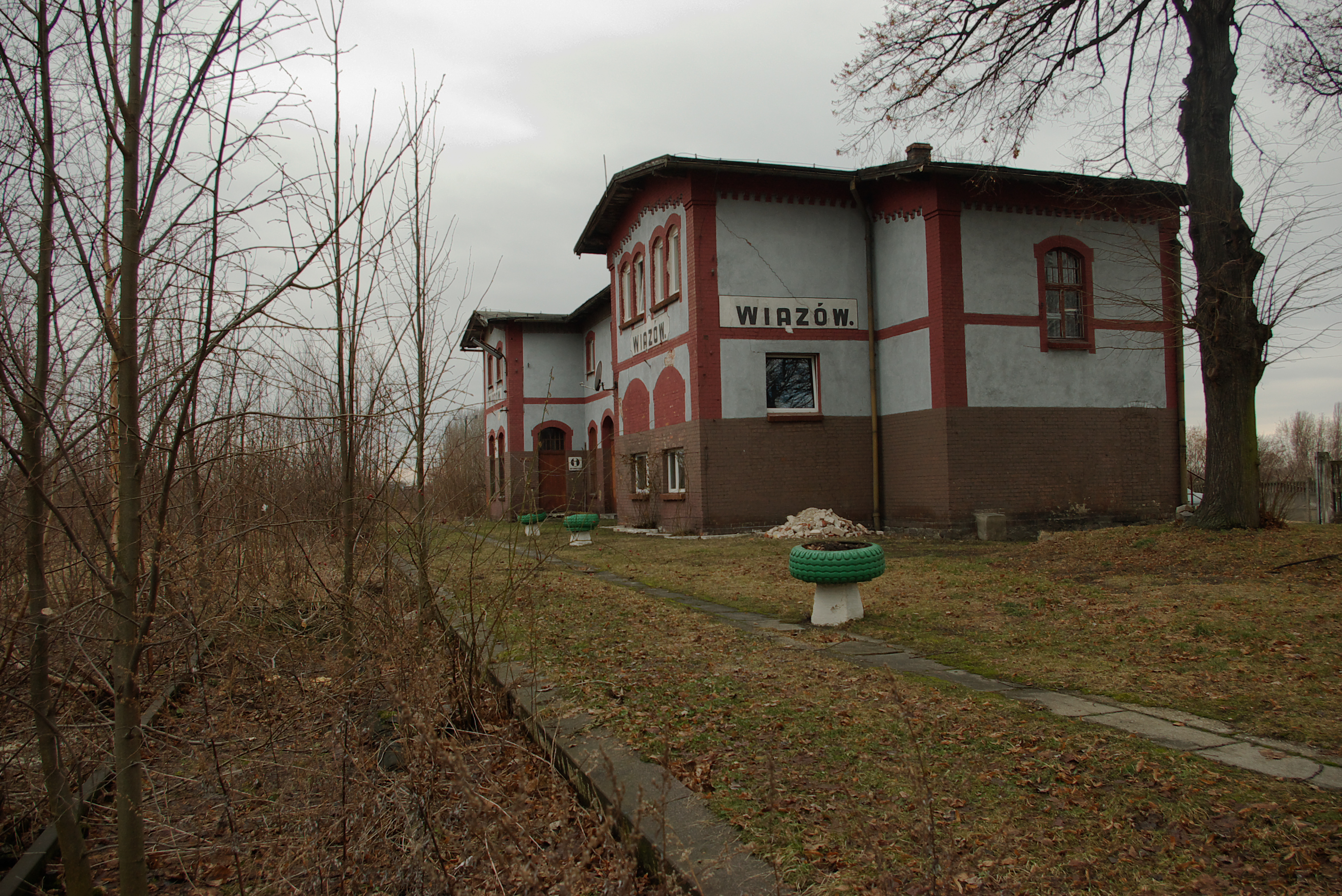
Bahnhof Wiązów (2011)

Die Strecke beginnt im Fernverkehrsbahnhof Brzeg (Brieg; km 0,136) an der Bahnstrecke Bytom–Wrocław, der auch Endpunkt der Bahnstrecke Nysa–Brzeg ist, und verläuft westwärts über Wiązów (Wansen; km 21,248) und Głęboka Śląska (Glambach), den ehemaligen Endpunkt der Bahnstrecke Grodków Śląski–Głęboka Śląski, nach Strzelin (Strehlen; km 33,652) an der Bahnstrecke Wrocław–Międzylesie. Von hier verlief sie weiter westwärts über Kondratowice (Kurtwitz; km 43,250), den nördlichen Endpunkt der einstigen Frankensteiner Kreisbahn, nach Łagiewniki Dzierżoniowskie (Heidersdorf; km 50,645) an der ebenso stillgelegten Bahnstrecke Kobierzyce–Piława Górna.
Die Strecke war durchgängig eingleisig und nicht elektrifiziert und durfte zuletzt noch bis zum Kilometer 7,000 bei Małujowice von Zügen aller Art mit vierzig Kilometern pro Stunde Höchstgeschwindigkeit befahren werden.

## Geschichte
Als erster Abschnitt der heutigen Strecke wurde der Abschnitt Strehlen (Schles.)–Kurtwitz am 10. August 1883, am 10. November 1883 der Abschnitt Kurtwitz–Heidersdorf von der Oberschlesischen Eisenbahn eröffnet. Als nächstes wurde am 1. Mai 1893 der Abschnitt Glambach–Wansen von den Preußischen Staatseisenbahnen eröffnet. In Glambach bestand der Bahnhof bereits seit dem 15. Dezember 1891 als Endpunkt der Strecke aus Grottkau. Die Lücke Glambach–Strehlen wurde am 15. Mai 1894 geschlossen, die Lücke Brieg–Wansen am 15. September 1910, jeweils von den Preußischen Staatseisenbahnen.
Nach dem Zweiten Weltkrieg wurde der größte Teil Schlesiens vom Deutschen Reich abgetrennt und Polen zugeschlagen, sodass die Strecke nun von den Polnischen Staatseisenbahnen betrieben wurde. 1977 wurde der Personenverkehr zwischen Kondratowice (Kurtwitz) und Łagiewniki Dzierżoniowskie (Heidersdorf) eingestellt, auf dem Rest der Strecke endete er am 1. September 1989. 1991 wurde der Abschnitt Strzelin (Strehlen)–Kondratowice stillgelegt, 1992 der Abschnitt Małujowice–Strzelin, 2000 der Abschnitt Kondratowice–Łagiewniki Dzierżoniowskie. Befahrbar war die Strecke bis 2017 noch zwischen Brzeg und Małujowice.

## Einzelnachweis
1. ↑  Höchstgeschwindigkeiten für Wagenzüge, Triebwagen und Güterzüge vom 1. Dezember 2016